# Johannes Rebholz
Johannes Baptist Rebholz, dit Johann Rebholz (en français : Jean Rebholz), né le 19 juin 1885 à Kreenheinstetten (village de la commune de Leibertingen) et mort le 7 janvier 1960 à Offenbach-sur-le-Main, est un syndicaliste et homme politique allemand qui a participé aux troubles révolutionnaires de novembre 1918 à Strasbourg.

## Biographie

### Jeunesse et débuts politiques
Fils de Markus Rebholz (1858-1887) et de Maria Oexle (1855-1935), Johannes Rebholz débute un apprentissage à Sigmaringen en 1899 afin de devenir brasseur deux ans plus tard. En 1901, il devient membre des « syndicats libres » (en allemand : Freie Gewerkschaften) et également du Parti social-démocrate d’Allemagne (SPD) dont il préside la section locale de Mayence à partir de 1907. Dans cette même ville, il épouse Magdalena Angermeier (1889-1966) le 7 novembre 1908.
En 1910, il s’établit à Strasbourg, en Alsace-Lorraine, comme ouvrier brasseur et poursuit ses activités syndicales jusqu’au début de la Première Guerre mondiale durant laquelle il devient sergent au sein de l’armée impériale. Il rejoint en 1917 le Parti social-démocrate indépendant (USPD) à l’instar de nombreux dissidents sociaux-démocrates allemands.

### La révolution de 1918

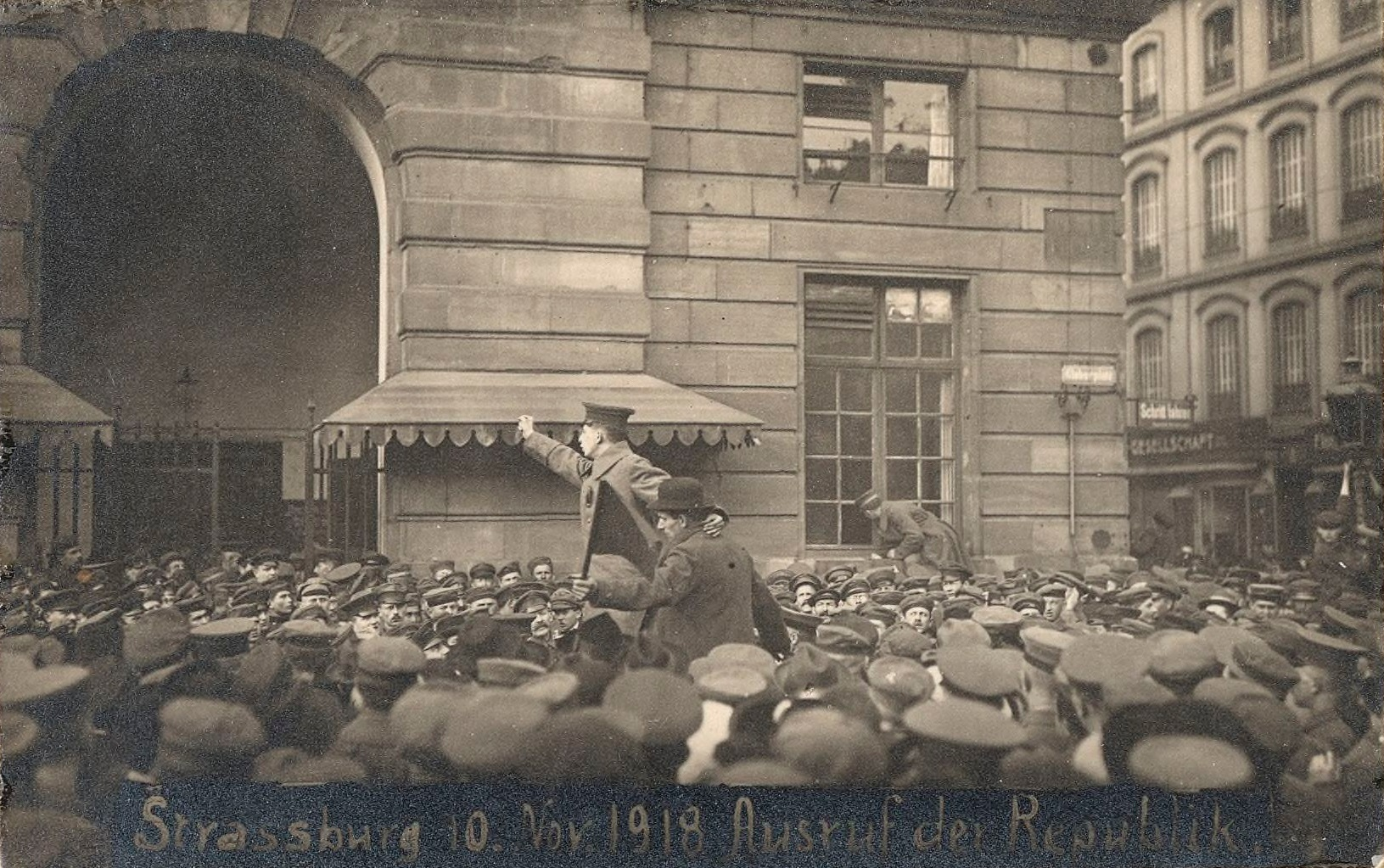
Entouré du conseil des soldats, Rebholz proclame la fin de « l'ancien régime » devant l'Aubette à Strasbourg le 10 novembre 1918.

Lorsque la vague révolutionnaire de novembre 1918 gagne l’Alsace-Lorraine quelques jours avant la signature de l'armistice, Johannes Rebholz est rédacteur au bureau du gouverneur militaire de Strasbourg où il exulte les autres employés à rejoindre l’insurrection et la mutinerie initiée par des soldats arrivés le 9 novembre par le train et qui se sont constitués en conseil. Le lendemain, le syndicaliste est porté à la tête de ce conseil des soldats : lors d’un rassemblement sur la place Kléber le même jour, il annonce la déchéance de la monarchie allemande ainsi que la prise de pouvoir des travailleurs devant l’Aubette alors qu’à quelques pas de là, devant la statue du général Kléber, le maire de la ville, Jacques Peirotes, proclame quant à lui la « République sociale » sans plus de précision.
Le conseil des soldats semble initié la mise en place d’un conseil ouvrier dirigé par un autre syndicaliste local, Laurent Meyer. Les deux conseils révolutionnaires élisent un comité exécutif de treize membres dont la présidence est confiée à Rebholz. Le comité exécutif et le conseil municipal assurent conjointement le pouvoir laissé vacant à la suite de l’effondrement des institutions impériales et militaires allemandes. Ils appellent alors la population au calme, à se soumettre à leurs directives et annoncent la formation d’une garde civique pour assurer l’ordre dans la ville. Rebholz joue également le rôle de modérateur pour contenir les dissensions entre les factions internationalistes, nationalistes pro-allemandes et réformistes francophiles du mouvement révolutionnaire strasbourgeois.
Le régime insurrectionnel est dissout automatiquement au bout de quelques jours avec le retrait des troupes allemandes et l’arrivée des troupes françaises du général Gouraud à Strasbourg le 22 novembre 1918. Considéré en 1919 comme citoyen allemand de par son lieu de naissance, Rebholz se voit expulsé d’Alsace-Lorraine qui est officiellement restituée à la France par le traité de Versailles.

### Retour à la social-démocratie
Il s’installe à Francfort-sur-le-Main où il reprend ses activités syndicales puis poursuit des études à l’Académie du Travail (de) créée en 1921 au sein de l’université de la ville. Rejoignant à nouveau le SPD en 1922, il entre au conseil municipal en 1924. Entre 1926 et 1933, il exerce également diverses fonctions politiques notamment au sein des instances représentatives qui composent l’État libre de Prusse : à partir de janvier 1930, Rebholz siège à la fois à l’assemblée régionale (en allemand : Kommunallandtag (de)) du district de Wiesbaden et au parlement provincial de Hesse-Nassau (de).
Il préside par ailleurs la section locale du SPD à Francfort entre 1926 et 1927, puis à nouveau de 1930 à 1933, et devient membre de la Reichsbanner, organisation paramilitaire pour la défense de la République de Weimar face à la monté de l'extrême-droite et de l'extrême-gauche communiste en Allemagne.
Le 3 février 1933, Rebholz prononce le discours d’ouverture du dernier grand rassemblement du SPD contre le national-socialisme à Francfort. À l’avènement du régime nazi, il est démis de ses différentes fonctions entre mars et juin 1933 et se retrouve arrêté par la Gestapo qui le détient temporairement dans le cadre de la Schutzhaft. Chômeur en 1939, il rejoint Cologne pour travailler dans le secteur des machines à laver. À nouveau arrêté et détenu par la police politique nazie à la suite du complot du 20 juillet 1944, il est intégré à la Wehrmacht.

### Les années d’après-guerre
Fait prisonnier de guerre par les forces armées américaines à la fin de la Seconde Guerre mondiale, il devient brièvement responsable de la commission de ravitaillement du Land de Hesse en décembre 1945. À la suite des élections de 1946, les premières de l’après-guerre, le nouveau conseil municipal de Francfort nomme Rebholz à sa tête.
Il occupe ce poste quelques mois puis devient maire de la ville voisine d’Offenbach-sur-le-Main le 17 janvier 1947. Il démissionne le 31 décembre 1949 après avoir perdu sa majorité en raison d’un scandale qui touche le conseil municipal. Celui-ci est accusé d’antisémitisme à l’égard du médecin et ancien déporté Herbert Lewin (de) dont la nomination à la tête de la clinique locale avait été révoquée par les élus. Rebholz choisit alors de se retirer de la vie politique.
La municipalité de Francfort lui remet une médaille d’honneur le 19 juin 1955 pour son engagement en faveur de la ville sous la République de Weimar et les débuts de la République fédérale allemande. Il décède le 7 janvier 1960 à Offenbach-sur-le-Main.